# Harcèlement scolaire
Vous pouvez aider à l'améliorer ou bien discuter des problèmes sur sa page de discussion.
- Il ne cite pas suffisamment ses sources. Vous pouvez indiquer les passages à sourcer avec {{référence nécessaire}} ou {{Référence souhaitée}}, et inclure les références utiles en les liant aux notes de bas de page. (Marqué depuis novembre 2023)
- Sa typographie ne respecte pas les conventions de Wikipédia. Vous pouvez solliciter de l’aide de l’Atelier typographique. (Marqué depuis novembre 2023)

- Archive Wikiwix
- Bing
- Cairn
- DuckDuckGo
- E. Universalis
- Gallica
- Google
- G. Books
- G. News
- G. Scholar
- Persée
- Qwant
- (zh) Baidu
- (ru) Yandex
- (wd) trouver des œuvres sur Wikidata

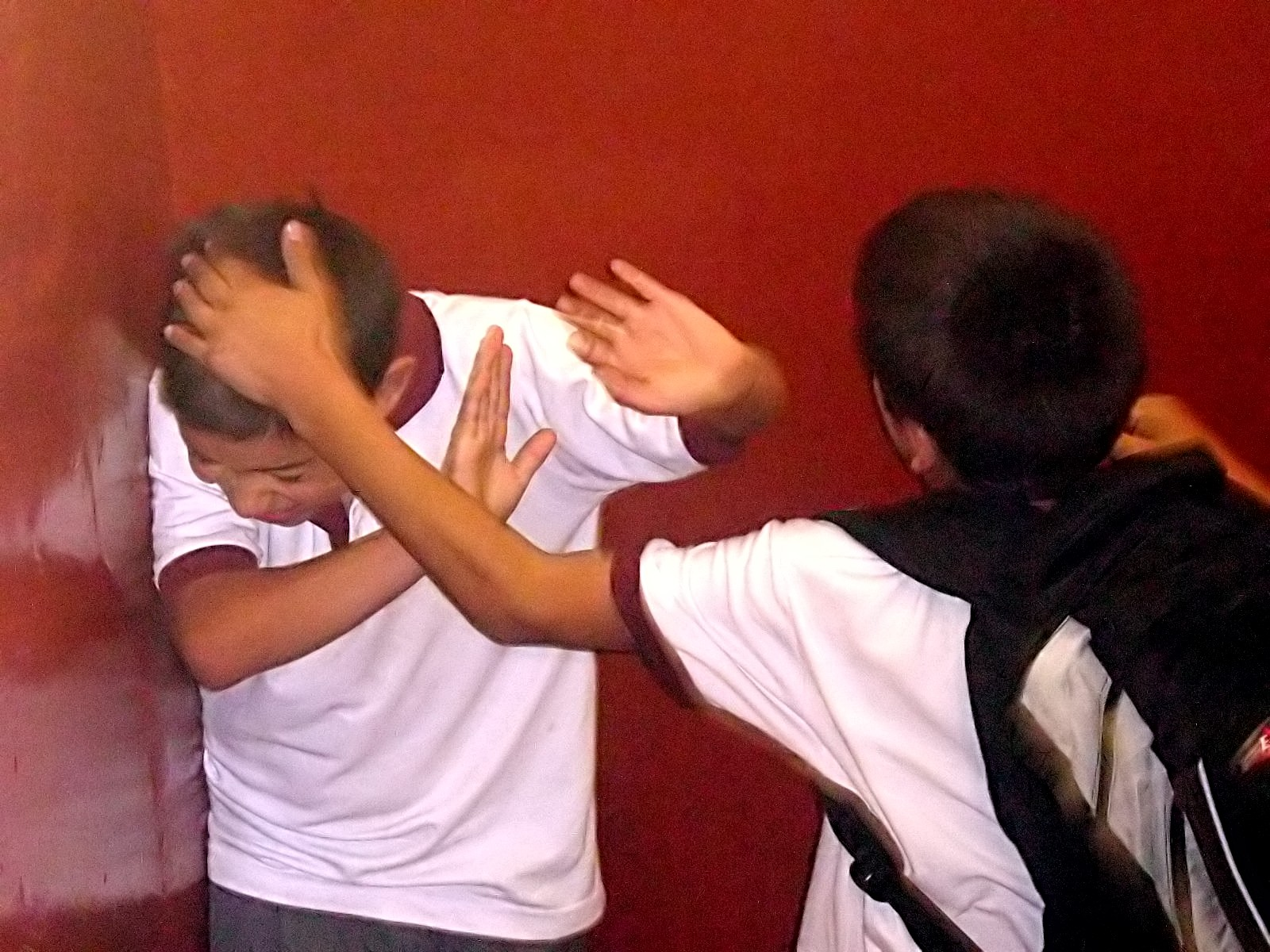
La violence physique est la forme de harcèlement la plus manifeste mais n'est pas la seule.

Le harcèlement scolaire, parfois assimilé à des pratiques de « caïdage », brimade, ou encore bizutage,[réf. obsolète] décrit des comportements de harcèlement en milieu scolaire. Il est caractérisé par l'usage répété de violences, dont des moqueries et autres humiliations.
Les technologies de la communication viennent compliquer le problème du harcèlement scolaire. Au moyen du « cyberharcèlement » (ou « cyberintimidation », « cyberbullying »), les enfants et adolescents harceleurs peuvent poursuivre leurs méfaits hors des murs de l'école, sous des pseudonymes, mais peuvent être identifiés par leurs adresses IP.
Il peut s'agir de harcèlement moral, comme des insultes ou des menaces, ou d'agressions physiques chez un ou plusieurs individus potentiellement discriminés sous prétexte de leur couleur de peau, religion, genre, orientation sexuelle, taille, handicap, etc.
Dans les cas les plus sévères, le harcèlement peut provoquer chez la victime des troubles de stress post-traumatique ainsi que des actes suicidaires ou bien provoquer chez le harcelé des actes de tueries.

## Définition
Le harcèlement scolaire se définit comme une violence répétée subie par un élève dans le cadre scolaire, de la part d’un ou plusieurs autres élèves. Il peut prendre différentes formes :
- Verbale : moqueries, insultes, menaces.
- Physique : coups, bousculades, vols d'affaires.
- Psychologique : isolement, rumeurs, manipulation.
- Numérique (cyberharcèlement) : messages blessants, diffusion d’images humiliantes, harcèlement sur les réseaux sociaux.

### Historique
Le concept du harcèlement scolaire a été forgé au début des années 1970 par le psychologue Dan Olweus à l'occasion d'études réalisées dans des établissements scolaires scandinaves, à l'issue desquelles il a établi trois caractères permettant de définir le harcèlement :
1. Le ou les agresseurs agissent dans une volonté délibérée de nuire ;
2. Les agressions sont répétées et s'inscrivent dans la durée ;
3. La relation entre l'agresseur ou les agresseurs et la victime est asymétrique.

Le premier des trois critères a toutefois été contesté par la suite, les enfants et adolescents n'ayant pas nécessairement la même perception de l'intentionnalité que les adultes.
Le dernier point exclut de facto les conflits tels que les bagarres ou les disputes entre élèves : pour qu'il y ait harcèlement, il faut que la victime ne soit pas, ou ne se considère pas en situation de se défendre[réf. nécessaire]. La pratique du harcèlement scolaire va de pair avec une situation de domination[réf. nécessaire].
La violence physique ne constitue que l'une des formes possibles de harcèlement scolaire, il est aussi constaté sous forme de violence verbale selon la définition que donne Dan Olweus. Selon lui, parmi les formes de harcèlement scolaire, au même titre que les menaces physiques : les moqueries, l'ostracisme, ou encore la propagation de fausses rumeurs à l'encontre de la victime, si tant est que celles-ci visent à la faire rejeter par les autres.
Les formes traditionnelles de harcèlement comme les insultes, le racket, les jeux dangereux (le jeu du taureau, la gard'av, le jeu de la couleur, jeu du foulard) tendent à céder la place à des pratiques comme le happy slapping ou le « cyberbullying ».

### Contemporaine (depuis les années 1990)
En France, la circulaire no 2013-100 du 13 août 2013 Prévention et lutte contre le harcèlement à l'École donne une définition du harcèlement scolaire par référence à celle établie par Dan Olweus en 1993 : « Un élève est victime de harcèlement lorsqu'il est soumis de façon répétée et à long terme à des comportements agressifs visant à lui porter préjudice, le blesser ou le mettre en difficulté de la part d'un ou plusieurs élèves ».
Le texte ajoute : « Cette violence est susceptible d'être exercée sous diverses formes, verbales, physiques, morales, voire sexuelles. L'usage des nouvelles technologies peut parfois, par des utilisations détournées, favoriser, accroître ou induire des situations de harcèlement. On parle alors de cyberharcèlement ».

#### Cyberharcèlement
Le « cyberharcèlement » ou, au Canada, « cyberintimidation » ou « cyberbullying », est une nouvelle forme de harcèlement dont la particularité est qu'elle se fait par Internet ou en utilisant les nouvelles technologies de l'information et de la communication notamment par courrier électronique, sur des forums, par messagerie instantanée (tchats), ou sur les réseaux sociaux en ligne et blogs, mais également par téléphone mobile via des appels ou des textos.
Il se distingue du harcèlement scolaire par les critères suivants :
1. Il n’est pas cantonné à la cour de recréation ou aux moments où l’enfant est à l’école.
2. Il fait appel à des connaissances techniques des technologies en ligne, dans ce sens, c'est une arme utilisable par ceux qui ne peuvent physiquement ou socialement pratiquer le harcèlement scolaire.
3. Il peut être anonyme : la victime ignore l’auteur des méfaits.
4. La fréquence et l'intensité des insultes et de la violence psychique sont renforcées par les moyens technologiques (diffusion d'informations, harcèlement on line collectif)

Sur les réseaux sociaux comme Facebook, Instagram, TikTok ou Snapchat, il consiste en la publication de messages humiliants, diffamatoires ou encore dégradants ainsi que la publication de photos embarrassantes.

## Profils d'agresseurs, d'agressés et d'agressés-agresseurs?
Les profils de harceleurs et de victimes seraient suffisamment différenciés pour ne pas être interchangeables : « les intimidateurs ne sont pas des victimes à d'autres moments, et […] les victimes n'ont pas tendance à manifester de comportements d'intimidation envers les autres », notent les auteurs du rapport sur le harcèlement chez les écoliers canadiens. D'autres études semblent pourtant indiquer qu'il existe un nombre important de victimes/agresseurs : entre 20 % et 46 % des victimes de harcèlement reproduiraient ces mêmes types d'agressions qu'ils ont (eu) à subir.
Les analyses du phénomène en tant que phénomène de groupe, dans la ligne de la « méthode Pikas », établissent à l'inverse qu'il n’existe ni profil type d’élève harceleur ni profil type d’élève harcelé, chacun pouvant d’ailleurs être amené à jouer l’un ou l’autre rôle selon les contextes.

### Profil du harceleur
L'agresseur éprouve un fort besoin de domination et cherche à apparaître comme un « dur » aux yeux des autres enfants/adolescents/adulescents. Il est en général impulsif, voire hyperactif. Il est souvent plus fort et plus grand que la moyenne, ou dans certains cas petit et complexé, ce qui peut le rendre agressif. Ses résultats scolaires peuvent varier (l'élève peut être bon, mais également médiocre). Sans avoir de problème d'estime de soi, il présente des troubles d'anxiété marqués. On peut également signaler une tendance à se sentir « provoqué », une faible culpabilisation et peu d'empathie.
Selon Dan Olweus, il n'est pas possible « d'expliquer le statut d'agresseur ou de victime d'un élève comme étant la conséquence des mauvaises conditions socio-économiques de sa famille ». Le pourcentage d'élèves agressifs est le même à tous les niveaux de la société. Le manque d'affection et un modèle parental valorisant l'agressivité constituent selon cet auteur des facteurs favorisants[réf. souhaitée].
Selon Marie-France Hirigoyen, toute personne c’est-à-dire tout sujet qui est en crise peut utiliser des mécanismes de violence pour se défendre. Ces harceleurs dits aussi agresseurs présentent des traits de « personnalité narcissiques ». Ce sont pour la plupart de l’égocentrisme ou du besoin d’admiration mais ils ne sont pas forcément pathologiques. On utilise la notion de perversité chez l’agresseur lorsque celui-ci applique une stratégie d’utilisation et ensuite de destruction, sans aucuns remords, sans aucune culpabilité envers la personne agressée. Les harceleurs donnent des leçons de probité aux autres, ils sont en cela donc proches des personnalités paranoïaques. La personnalité paranoïaque se caractérise par l’hypertrophie du moi. C’est un sentiment de supériorité, d’orgueil, de psychorigidité ; c’est l’incapacité à montrer des émotions, des sentiments positifs. C'est une obstination, un mépris d’autrui, de la méfiance, c’est le sentiment d’être victime de la malveillance de l’autre.
Le harcèlement scolaire est parfois le fait d'un groupe d'élèves. Ce groupe, outre un ou des meneurs dont le profil vient d'être décrit, comporte des « agresseurs passifs » qui sont avant tout entraînés par l'effet de groupe et peuvent présenter un profil de personnalité dépendante et manquer d'assurance.
La très grande variété de ces paramètres montre que l'on est face à un mécanisme complexe, qui entre en écho avec la période spécifique de l'adolescence. La personnalité est soumise à toute une série de remises en question (notamment oppression viriliste, identités alternatives, quête d'autonomie) créant une insécurité dans laquelle le groupe, et notamment le groupe malveillant, peut offrir une réponse aux individus en quête d'affirmation.

### Profil du harcelé
La victime est souvent choisie en fonction d'un handicap, d'une différence physique (origine, couleur de peau ou des cheveux, surpoids, taille, âge) ou autre (fragilité ou isolement social), tout critère de différence sociale (plus riche, plus pauvre, profession des parents). Les harcelés peuvent également cumuler ces caractéristiques. Isolés socialement, ayant moins d'amis pour les défendre, ces enfants sont des victimes plus faciles.
Le harcelé est une victime parce qu’elle a été désignée par l’agresseur. Cette victime devient responsable de tout le mal, elle devient entre autres le bouc émissaire. Elle sera désormais la cible de la violence, évitant à son agresseur la dépression ou la remise en cause. La victime est innocente du crime pour lequel elle va payer. Les victimes sont habituellement choisies pour ce qu’elles ont en plus et que l’agresseur cherche à s’approprier. Cette victime est choisie parce qu’elle était là et d’une façon ou d’une autre elle est devenue gênante. C’est une personne interchangeable au mauvais/bon moment et qui a eu le tort de se laisser faire, de se laisser séduire. C’est un objet de haine. Le propre d’une attaque du harceleur, c’est de viser les parties vulnérables de l’autre, là où il existe une faiblesse ou une pathologie. Chaque personne présente un point faible qui deviendra pour les agresseurs un point d’accrochage, d’attaque. Il y a une domination de l’une sur l’autre et impossibilité, pour la personne soumise, de réagir et d’arrêter le combat. C’est cela qui montre que c’est réellement une agression. Il n’y a pas de négociation possible, tout est imposé.
Une étude menée au Royaume-Uni a montré que 25 % des adolescents issus de minorités ethniques étaient victimes de harcèlement scolaires, contre 12 à 13 % pour la moyenne de l'échantillon. Dans les établissements scolaires difficiles, les bons élèves peuvent aussi être harcelés pour cette raison. Le profil-type par ailleurs est caractérisé par la timidité, l'anxiété ou la soumission.
Alors qu'entre 10 et 15 % des personnes ont été, une fois dans leur vie[réf. nécessaire], victimes de harcèlement, chez les personnes autistes, ce chiffre monterait à 44 % [réf. souhaitée]. Ceci est dû à plusieurs facteurs dont une, le fait d'être autiste car la différence dérange les gens. D'ailleurs, ils sont même socialement exclus car les gens les considèrent trop psychorigides à leur goût. Un autre facteur serait que, contrairement à la plupart des gens, les autistes ne se rendent pas compte du harcèlement qu'ils subissent, un peu comme n'importe qui se faisant manipuler, ce qui des fois les empêche d'y faire face et leur donne une impression de souffrance psychologique, sans qu'ils sachent pourquoi. Ils ont souvent l'impression de subir quelque chose de tout à fait normal et qu'il faut laisser aller, sans se douter de subir quelque chose de grave. Cela est dû en réalité à des difficultés dans les habiletés sociales qui les empêchent ou rendent difficile la compréhension des codes sociaux.[réf. souhaitée]

## Conséquences
La liste des conséquences est la suivante :
- décrochage scolaire, voire déscolarisation (des études montrent que la peur des agressions expliquerait 25 % de l'absentéisme des collégiens et lycéens[5]) ;
- désocialisation, anxiété, dépression ;
- automutilation ;
- mauvaise estime de soi ;
- solitude, isolement, repli sur soi et méfiance vis-à-vis des autres ;
- agressivité impulsive : tendances à être sur la défensive à n'importe quelles remarques ou moqueries jugées « insultante » ou « offensive » (même celles qui n'ont pas pour but d'humilier) ;
- troubles de l'alimentation ;
- addiction (drogue, alcool) ;
- personnalité plus froide et radicale ;
- somatisation (maux de tête, de ventre, maladies) ;
- sentiment de haine, de rancœur et de vengeance envers les harceleurs ;
- suicide (dans les cas extrêmes). Selon une enquête de l'association britannique Young Voice réalisée auprès de 2 772 élèves en 2000, 61 % des victimes de harcèlement auraient des idées suicidaires[5],[10].

Outre les effets à court terme, le harcèlement scolaire peut avoir des conséquences importantes sur le développement psychologique et social de l'enfant et de l'adolescent à plus long terme : sentiment de honte, perte d'estime de soi, difficultés à aller vers les autres avec le développement de conduites d'évitement. Ces conséquences peuvent parfois se faire ressentir durant toute la vie des personnes autrefois victimes de harcèlement.

## Causes
Plusieurs facteurs peuvent être à l'origine d'une situation de harcèlement.
- L'effet de meute[11] : chez les animaux sociaux, l'intégration au sein d'un groupe déclenche et exacerbe la violence envers les individus perçus comme extérieurs à ce dernier, parfois sans que les individus impliqués n'en aient conscience.
- Harcèlement subi par l'agresseur : le harcèlement peut avoir pour origine un harcèlement dont le harceleur a lui-même été victime, ce qui lui fait reproduire cette violence.
- Discrimination : chez l'humain, une différence perçue, même insignifiante, est inconsciemment vécue comme une menace, à plus forte raison si la culture dominante entretient, voire encourage la marginalisation des personnes porteuses de cette différence.
- Domination : quand une personne sent son statut social menacé, elle peut être amenée à harceler les individus qu'elle voit comme une menace à ce dernier.
- Sadisme : certains individus tirent une jouissance dans la souffrance d'autrui, ce qui peut motiver un harcèlement. Lorsqu'il y a un individu qui se sent supérieur aux autres, il va cibler une personne inférieure et vulnérable (faible physiquement) et va tout faire pour la rabaisser et le faire mentalement devant un public (toute la classe).

## Étendue du phénomène
Le phénomène du harcèlement scolaire concerne la plupart des pays. Le rapport sur la situation de la violence et du harcèlement à l'école dans le monde, publié par l'UNESCO en 2017, évaluait à 246 millions le nombre d'enfants touchés, ce qui a conduit les ministres du G7 éducation réunis à Sèvres le 4 juillet 2019, à « faire de la lutte contre le harcèlement sous toutes ses formes une cause commune ».

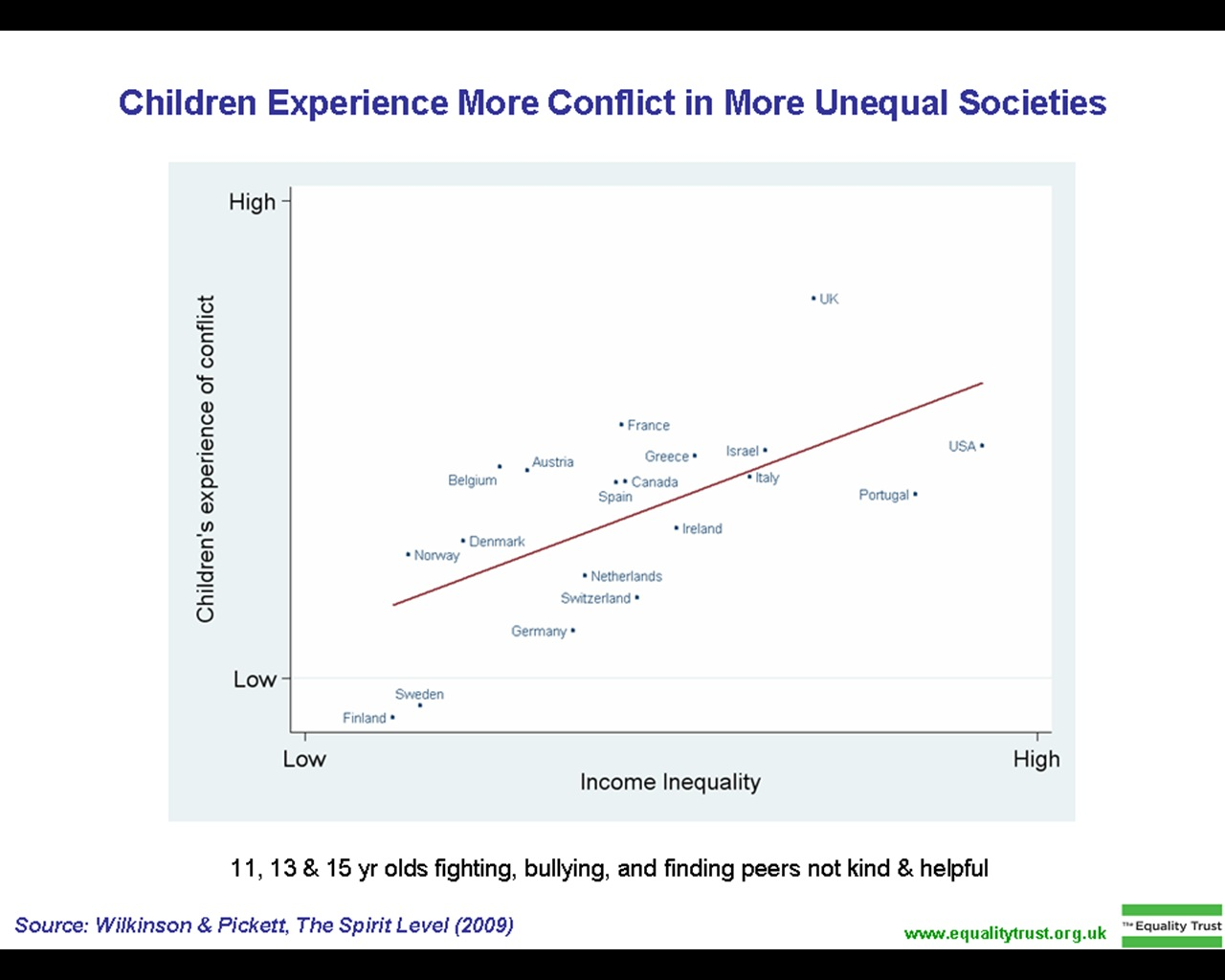

À l'issue des études réalisées en Scandinavie sur un panel de 150 000 élèves, Dan Olweus est parvenu aux résultats suivants :
« Environ 15 % des élèves des écoles primaires et secondaires de premier cycle de Scandinavie (âgés à peu près de 7 à 16 ans) sont impliqués assez régulièrement dans des problèmes de brimades, soit comme tyrans, soit comme victimes, ou les deux. Environ 9 % sont des victimes et 7 % persécutent d’autres élèves de façon périodique. Une proportion relativement faible de victimes (15 à 20 %) brutalisent elles-mêmes d’autres enfants. »
Ces chiffres sont sans doute en dessous de la réalité, beaucoup d'enfants n'osant pas avouer qu'ils sont victimes de brimades et de harcèlements de la part de leurs camarades : une étude réalisée en Irlande en 1997 a ainsi établi que « 65 % des victimes dans les écoles primaires et 84 % des victimes dans les écoles secondaires n'avaient pas avoué à leurs professeurs qu'ils étaient persécutés ».
Les problèmes de harcèlement scolaire ont été étudiés dans la plupart des pays industrialisés, depuis l'Angleterre jusqu'au Japon, en passant par l'Australie ou le Canada.
Une enquête réalisée en France en 2009 auprès de 3 000 collégiens montre qu’environ 10 % des élèves reconnaissent avoir été régulièrement harcelés tandis que 5 % se reconnaissant comme régulièrement harceleurs. Les enquêtes d'Eric Debarbieux viennent confirmer ces chiffres. Le sociologue souligne aussi que parmi les premières victimes se trouvent bien souvent les filles et les minorités de genre, ce que les enquêtes de Johanna Dagorn ou d'Arnaud Alessandrin confirment également.
En France, comme l'indique le dernier rapport Pisa publié en 2019, « Environ 20 % des élèves ont déclaré être victimes d’actes de harcèlement au moins quelques fois par mois. Ce niveau est supérieur de 2 points de pourcentage au niveau observé en 2015 ».

## Lutte contre le harcèlement scolaire

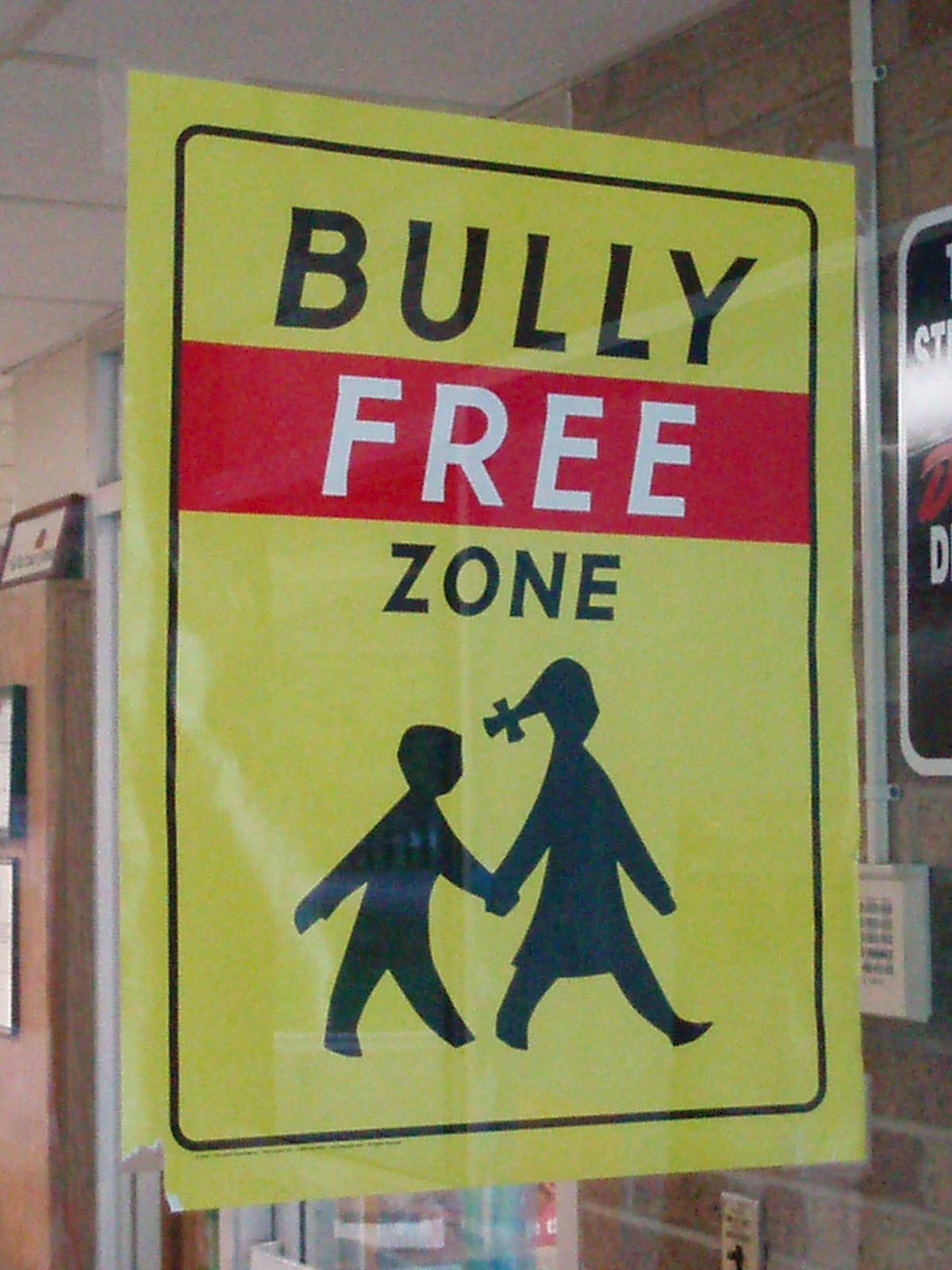
Initiative contre le harcèlement scolaire. La lutte contre les harceleurs passe par des actions publiques comme cet affichage ou des patrouilles de surveillance anti-harcèlement organisées par les écoliers.

Un problème vient de la difficulté des victimes à extérioriser leur souffrance (honte, culpabilité, peur de représailles). Dans une étude de 2004, une victime sur quatre déclare n'avoir parlé à personne de sa situation, 40 % à aucun adulte. Toutefois, trois enfants sur quatre parviennent à se confier mais ne trouvent pas toujours le soutien dont ils ont besoin. Il peut aussi y avoir du déni chez certains adultes encadrants qui sous-estiment la cruauté dont peuvent être capables les enfants entre eux.
Lutter contre le harcèlement scolaire demande avant tout de sensibiliser les élèves mais surtout le personnel scolaire afin de permettre de parler publiquement du phénomène. Aussi ce phénomène ne peut souvent exister que parce que les autres élèves et les enseignants assistent au harcèlement sans réagir ou en le minimisant.
Une étude sur de futurs enseignants a montré que le type d'agression, le fait d'être témoin direct de l'agression, les capacités d'empathie et la perception de son rôle sexuel (masculinité, féminité) étaient autant de facteurs conditionnant la reconnaissance chez l'enseignant d'un problème de harcèlement scolaire.
Par ailleurs, au niveau des établissements scolaires, il est nécessaire que l'établissement se positionne sur le problème en mettant en place une politique claire de prévention et de traitement de telles situations. En effet, les études mettent fréquemment en évidence une tendance des adultes de référence de l'enfant (enseignants, personnels de direction, parents) à « fermer les yeux » sur le problème, et même à sanctionner l'enfant harcelé qui se plaint trop fort ou qui se plaint de la passivité d'un adulte.

### Prévention
Les programmes de prévention doivent avant tout inciter l'entourage à se confronter au problème au lieu de l'ignorer. Par exemple, un jeu 3D mis au point par des chercheurs et intitulé « N'aie pas peur » met les enfants en situation de protecteurs d'une victime de harcèlement et permet d'apprendre la conduite à tenir, notamment à faire la différence entre délation et non-assistance à personne en danger. Le chercheur Eric Debarbieux a cherché à porter la question de la prévention du harcèlement scolaire au premier plan tandis que le praticien Jean-Pierre Bellon a permis de faire connaître en France la « méthode Pikas » (qu'il a adaptée sous le nom de « méthode de la préoccupation partagée » – abrégée en MPPFR) comme moyen de remédiation possible,. Ce moyen reste cependant inopérant en cas de cyberharcèlement, lorsque le harceleur demeure anonyme.

### Médiation et sanctions
Face à une situation existante de harcèlement scolaire, différents moyens sont susceptibles d'être mis en œuvre dans les établissements scolaires avec des effets variables : les sanctions directes, les pratiques réparatrices, le renforcement de l’élève victime, la médiation, la méthode du groupe de soutien, la méthode de la préoccupation partagée et ses variantes.
Une publication de 2019 encadrée par le professeur Benoît Galand de l'UCLouvain et publiée dans la revue Psychologie française met en avant « l'importance de considérer la victime comme un des partenaires de la solution. Il y a encore trop de situations où on laisse l’enfant ou le jeune harcelé passif, venant renforcer son sentiment de victime ».

### Rôle du personnel éducatif
Dans le cadre de ses formations, Jean-Pierre Bellon rappelle que certains comportements stigmatisants peuvent préparer le terrain au harcèlement scolaire : « Lorsqu'on laisse un élève sécher lamentablement au tableau (…) sous des commentaires blessants, lorsqu'on rend un paquet de copies en les classant dans un ordre bien précis et en lançant une série de remarques assassines à chaque fois qu'il y a une mauvaise note, lorsqu'on se moque d'un élève en plein cours, lorsqu'on reprend parfois son surnom, eh bien il faut savoir qu'on fabrique du harcèlement. » Ce point est également signalé dans le rapport de mission gouvernementale français « Comprendre et combattre le harcèlement scolaire, 120 propositions » remis le 13 octobre 2020 par le député Erwan Balanant au gouvernement devant la commission des affaires culturelles : « le harcèlement n’est pas exclusivement perpétré par des élèves, mais peut, parfois, être initié ou alimenté par du personnel scolaire. » Une tribune publiée le 29 novembre 2021 contre la proposition de loi instituant un délit de harcèlement scolaire, à laquelle est associée Jean-Pierre Bellon parmi sept signataires, évoque, parmi d'autres choses, le « cas des professeurs qui participent à l’intimidation de certains élèves, les livrant, fragilisés et isolés, au groupe que constitue la classe ». Jean-Pierre Bellon donne comme exemple littéraire de harcèlement scolaire déclenché par un personnel éducatif les premières pages du roman Madame Bovary, qui décrivent l'accueil réservé par le professeur à l'élève Charles Bovary nouvellement arrivé au sein d'une classe préconstituée.
Selon Marie Quartier, psychologue et cofondatrice du Centre ReSIS, qui promeut la « méthode de la préoccupation partagée » comme outil de remédiation des situations de harcèlement scolaire : « La médiation est l’une des erreurs à ne pas commettre. Dans les conflits qui impliquent de la maltraitance, il ne peut pas y avoir de médiation puisque le médiateur est par définition neutre. Or comment pourrait-il l’être quand l’une des deux parties est en souffrance ? La médiation n’a de sens que dans un conflit symétrique, entre des individus qui ont un égal sentiment de légitimité. L’intimidation est par définition asymétrique : on trouve d’un des deux côtés un individu très fragilisé qui a perdu toute capacité à revendiquer ses droits. […] Il ne faut pas non plus organiser une heure de vie de classe sur le harcèlement quand un élève est concerné. Il ne faut rien faire de collectif. »

### Moyens de lutte dans différents pays
En 2007, la déclaration de Kandersteg, une déclaration faite à l’échelle internationale par des chercheurs issus de 15 pays contre le harcèlement des enfants et de la jeunesse, marque une étape importante dans la prévention de la violence et du harcèlement des enfants et de la jeunesse.

## En France

### Mesures politiques
En France, avant 2011, le harcèlement est compté parmi les actes de violences en milieu scolaire. 
Une première circulaire interministérielle de 1996 pose les bases d'une coopération entre les ministères chargés de l’éducation, de l’intérieur et de la justice. 
Elle est renforcée par la signature à Dreux, le 4 octobre 2004, d'un protocole d’accord partenarial qui lance notamment une « démarche de diagnostics de sécurité partagés » et définit la fonction de policier/gendarme « correspondant-sécurité de l’école ». Ces mesures se heurtent à l'hostilité des syndicats et du personnel de la mission de prévention (médecins, infirmières, assistants sociaux, de l’éducation nationale) et ne seront prises en compte de manière spécifique qu'à partir de mai 2011, date des premières assises internationales sur le harcèlement à Paris.

#### Sous Nicolas Sarkozy
- Assises nationales sur le harcèlement à l'école de 2011

Le harcèlement à l'école a été pris en compte en 2011 via Laurent Bayon, conseiller au cabinet du ministre de l'Éducation nationale, de la Jeunesse et de la Vie associative, Luc Chatel, entre le 15 novembre 2010 et le 31 décembre 2011.
Avec d'abord l'organisation d'Assises nationales sur le harcèlement à l'école (2 et 3 mai 2011 à Paris), « dans la continuité des États généraux de la sécurité à l'École d'avril 2010 », puis la publication de deux guides à l’attention des équipes éducatives, l'un sur le harcèlement entre élèves et l'autre sur le cyber-harcèlement, avant une grande campagne de sensibilisation contre le harcèlement à l'école diffusée début 2012 (« Agir contre le harcèlement à l'École »). À l'issue de ces Assises, la Fédération des conseils de parents d'élèves a salué la prise en compte « enfin » de ce phénomène par l’institution scolaire, tout en regrettant toutefois que des mesures plus significatives ne soient prises pour atteindre les objectifs tracés, à savoir : la reconnaissance fondamentale du statut de victime de l’élève harcelé, la nécessité de mettre des mots sur les mobiles de l’élève harceleur, la sensibilisation des témoins, la formation et la cohésion de tous les adultes de la communauté éducative pour déceler, comprendre, et soutenir les élèves et leur famille.

#### Sous François Hollande
- Le harcèlement scolaire reconnu dans la loi en 2012

C'est en 2012 sous la présidence de François Hollande qu'un cap est franchi, le harcèlement scolaire est reconnu officiellement dans la loi dans la réforme « refonder l'école »,, ce qui offre de nouveaux recours judiciaires en termes de qualification si des victimes désirent déposer une plainte. L'année suivante, l'affaire Marion Fraisse, qui a pour origine le suicide d'une enfant de 13 ans "harcelée au collège"[non neutre] éveillera les consciences. Nora Fraisse, mère d'une enfant victime de harcèlement scolaire, a créé l'association « Marion la main tendue » en novembre 2014 pour venir en aide aux enfants subissant un harcèlement sur leur lieu d'apprentissage. Cette association intervient en milieu scolaire. Une campagne nationale « Non au harcèlement » est lancée par le gouvernement début 2014 à la suite de cela pour sensibiliser les jeunes partout en France à cette cause. Deux numéros verts seront également mis à disposition des victimes. Des prix annuels « Non au Harcèlement » seront remis chaque année au meilleur projet s'étant emparé de la cause.
- Les mesures de 2013 et 2015

En novembre 2013, le ministre de l'Éducation nationale Vincent Peillon annonce huit mesures pour agir contre le Harcèlement à l’école.
En février 2015, la ministre de l’Éducation nationale, de l’enseignement supérieur et de la recherche, Najat Vallaud-Belkacem, présente un plan de lutte contre le harcèlement scolaire suivant quatre axes : sensibiliser, prévenir, former les personnels et également prendre en charge les situations de harcèlement existantes. Il existe depuis 2015 une journée contre le harcèlement scolaire.
Des initiatives locales ou individuelles de formation permettent de doter certains personnels d'outils de remédiation des situations de harcèlement (comme la « méthode de la préoccupation partagée ») en l'absence d'un plan national de formation. Ainsi, en mars 2017, d'anciens membres de la police, de la gendarmerie et des douanes créent à Paris le Lag Spirit, un club de motards qui a pour vocation principale de lutter contre le harcèlement scolaire en montrant aux enfants victimes qu'ils ne sont pas seuls, et, au besoin, en l'accompagnant sur ses trajets. Ce club essaime ensuite dans d'autres régions françaises.
En juin 2019, le ministre de l'Éducation nationale et de la Jeunesse, Jean-Michel Blanquer, annonce un plan d'action en dix mesures.

#### Sous Emmanuel Macron
La Loi du 26 juillet 2019 pour une école de la confiance dite « Loi Blanquer », instaure le droit de suivre une scolarité sans harcèlement scolaire en ajoutant un article dans le code de l'éducation (Art. L. 511-3-1) spécifiant qu'« Aucun élève ne doit subir, de la part d'autres élèves, des faits de harcèlement ayant pour objet ou pour effet une dégradation de ses conditions d'apprentissage susceptible de porter atteinte à ses droits et à sa dignité ou d'altérer sa santé physique ou mentale. ».
La même année, un dispositif de prévention et de lutte contre le harcèlement à l'école pHAre est expérimenté pendant deux ans dans six académies. Il est fondé sur la mobilisation de la communauté éducative, la sécurisation du cadre éducatif et l’implication des élèves. En 2021, le programme PHARe est généralisé à tous les établissements par le ministère de l'éducation nationale.
La loi n°2021-218 du 26 février 2021, entrée en vigueur le 30 septembre 2021, instaure le Code de la justice pénale des mineurs (CJPM).
Ce dispositif regroupe désormais dans un même ensemble toutes les dispositions légales spécifiques aux mineurs dont l’ordonnance du 2 février 1945 qui en fixait les principes généraux et les divers textes qui l'ont complétée.
Le Code instaure la présomption de capacité de discernement pour les mineurs âgés d'au moins treize ans et leur responsabilité pénale : « Les mineurs âgés d'au moins treize ans sont présumés être capables de discernement. Est capable de discernement le mineur qui a compris et voulu son acte et qui est apte à comprendre le sens de la procédure pénale dont il fait l'objet.».
Le 18 novembre 2021, Emmanuel Macron annonce de nouvelles mesures de lutte contre le harcèlement scolaire dont une application qui doit permettre de signaler les faits de harcèlement scolaire en transmettant des captures d'écran. D'autres mesures, comme le renforcement des lieux d'accueil des jeunes harcelés et une sensibilisation au numérique pour les élèves de sixième, sont annoncées. Développée avec l'accompagnement d'Orange et de la fondation Make.org et soutenue par le gouvernement, l'application mobile 3018, gérée par l’Association e-Enfance, est lancée le 8 février 2022, à l’occasion du Safer Internet Day. Les signalements auprès du 3018 peuvent être transmis aux référents harcèlement académiques avec l’accord de l’appelant, et un suivi immédiat de la situation peut être assuré au sein de l’établissement scolaire.
L’Association e-Enfance, qui opère le 3018, le numéro national pour les victimes de violences numériques, est partenaire du ministère de l’Éducation nationale, de la Jeunesse et des Sports, de la plateforme Pharos et du 119 Enfance en danger. Elle dispose de procédures de signalement accélérées pour faire supprimer les comptes ou les contenus en quelques heures sur les réseaux.
Elle conseille également les victimes dans leurs démarches pour porter plainte le cas échéant.
La loi du 2 mars 2022, dite « loi Balanant », parachève l'implémentation des mesures permettant de garantir, au sein du droit à l'éducation, le droit de suivre une scolarité sans harcèlement scolaire déjà posés en 2019 par la loi pour une école de la confiance. 
Elle comporte un volet répressif par la création le 24 février 2022 dans l'article 222-33-2-3 du Code pénal d'un délit de harcèlement scolaire passible jusqu'à 10 ans de prison en cas de suicide ou tentative de suicide de la victime,.Lorsqu'il est commis à l'état simple, la répression de ce délit peut aller jusqu'à 3 ans d'emprisonnement et 45 000 euros d'amende. Lorsqu'il est commis avec une circonstance aggravante, la répression de ce délit peut aller jusqu'à dix ans d'emprisonnement et 150 000 euros d'amende,. Cet article du Code pénal est intégré dans la Loi du 2 mars 2022 visant à combattre le harcèlement scolaire.   
La notion de harcèlement est étendue au cyberharcèlement, un harcèlement commis « par l'utilisation d'un service de communication au public en ligne ou par le biais d'un support numérique ou électronique ».
La prise en charge des victimes et des auteurs de harcèlement scolaire est ajoutée dans le volet de la santé scolaire du Code de l'éducation et intégrée à la nouvelle loi. 
Le Code de l'éducation étend également le droit à une scolarité sans harcèlement aux élèves de l'enseignement privé et aux étudiants. La définition du harcèlement inclut désormais les faits commis en marge de la vie scolaire ou universitaire et par les personnels.
Les établissements d’enseignement scolaire et supérieur publics et privés et les Centres régionaux des œuvres universitaires et scolaires (Crous) sont tenus à une obligation de moyens pour prévenir et traiter les cas de harcèlement, orienter les victimes, les témoins et les auteurs, l'accompagnement pouvant être réalisé par des associations.
Le programme pHARe de prévention et de lutte contre le harcèlement entre élèves est généralisé et chaque année, une information sur les risques liés au harcèlement scolaire et au cyberharcèlement doit être délivrée aux élèves et aux parents d’élèves.
Le décret du 16 août 2023 durcit des sanctions pour une meilleure prise en charge des situations de harcèlement les plus graves. Dans le premier degré, il est désormais possible de changer d’école un enfant dont le comportement intentionnel et répété fait peser un risque caractérisé sur la sécurité ou la santé d’un autre élève de l’école ; dans le second degré, la procédure disciplinaire est étendue aux cas dans lesquels des élèves commettent des actes de harcèlement à l’encontre d’élèves situés dans un autre établissement. La nomination d’au moins un référent harcèlement au sein de chaque collège chargé de coordonner et d’animer la politique de lutte contre le harcèlement est également mise en place. 
À la rentrée 2023, l'application du programme pHARe de lutte contre le harcèlement à l’école, régi par un protocole de mise en oeuvre, est étendu aux lycées et devient obligatoire dans tous les établissements scolaires de France.
Une enquête nationale menée en novembre 2023 dans les établissements scolaires a montré que 5 % des élèves du CE2 au CM2, 6 % des collégiens et 4 % des lycéens sont victimes de harcèlement scolaire.

### Affaires

#### Suicides
Après des suicides d'enfants et d'adolescents en France sont apparues des affaires judiciaires de harcèlement scolaire, parfois constaté sous forme de cyberharcèlement. Parmi elles, on peut citer l'affaire Thybault Duchemin (novembre 2018), l'affaire Christopher Fallais (avril 2017), l'affaire Matteo Bruno (février 2013). Beaucoup ont été classées sans suite. L'affaire Marion Fraisse a cependant donné lieu à la reconnaissance de la responsabilité de l'État dans la mort de Marion Fraisse à la suite du long combat de sa mère. L'affaire Evaëlle a elle donné lieu pour une première à une mise en examen d'une professeure de français avec interdiction d'exercer son métier mais elle constitue un cas très particulier, cette professeure ayant participé elle-même directement au harcèlement selon l'accusation.
En décembre 2023, Gabriel Attal est questionné à plusieurs reprises par Mediapart sur les raisons qui ont conduit à ne pas mener d'enquête administrative à la suite du suicide du jeune Lucas à Epinal,.

#### L'affaire du lycée de Poissy
L'affaire du lycée de Poissy constitue un autre cas particulier en raison du courrier jugé brutal et menaçant reçu par les parents avant le suicide, les plaçant en position d'accusés, alors qu'ils avaient été alertés par le psychologue d'une première tentative de suicide de leur fils, qui a alors dû changer d'établissement malgré la présence d'un ami d'enfance dans son lycée et qui a ensuite mis fin à ses jours dès la rentrée scolaire.
L'affaire commence en décembre 2022, quand le harcèlement d'un adolescent est signalé dans un lycée professionnel de Poissy (Yvelines). Ses parents, n'ayant pas obtenu de solution, sont reçus le 10 mars par la direction du lycée, qui auditionne aussi « quelques jours plus tard » les deux jeunes accusés de harcèlement, dont les parents ont été contactés. Puis le 22 mars, la famille de la victime avise le service de harcèlement scolaire du ministère. On conseille alors au jeune homme d'échanger avec des policiers municipaux, ce qu'il effectue et il est convenu qu'il aille avec son père déposer une main courante pour harcèlement. C'est qu'il fait le 12 avril au commissariat de Conflans-Sainte-Honorine. Entre-temps, au cours des premiers mois de 2023, il a été reçu cinq fois par un conseiller principal d'éducation de son collège, afin de trouver une solution. Le 14 avril, surlendemain de sa main courante, une assistante sociale avise le proviseur du collège qu'il se plaint toujours de la situation, « ressentie comme harcelante » et le 18 avril, un courrier des parents au proviseur signale que rien n'est encore réglé. Celui-ci répond le surlendemain par lettre recommandée et les parents lui écrivent à nouveau le 28 avril, le ton montant de part et d'autre.
Le 4 mai 2023, le rectorat de Versailles intervient à son tour par un courrier qui minimise le harcèlement et menace d'accuser les parents de dénonciations calomnieuses envers la direction du lycée. L'adolescent se suicide le 6 septembre de la même année et la lettre du rectorat est publiée le 16 septembre dans les médias, suscitant un tollé, face auquel « le gouvernement veut se montrer réactif ». Le ministre de l'Éducation nationale et de la Jeunesse Gabriel Attal et la Première ministre Élisabeth Borne y réagissent en faisant part de leur « honte »,,.

## En Suède, puis dans d'autres pays: casser la dynamique de groupe
Dès les années 1970 en Suède, Anatol Pikas, professeur en psychologie de l'éducation, analyse le harcèlement comme un phénomène de groupe et propose donc d'y remédier en ré-individualisant les membres du groupe d'intimidateurs qui seraient en quelque sorte eux-mêmes pris dans ce phénomène et, pour une bonne partie, même inconsciemment, désireux d'en sortir. La technique qu'il développe, dite Shared Concern Method, connue au Québec sous l’appellation de « méthode des intérêts communs » et en France sous l’appellation (proposée par Jean-Pierre Bellon) de « méthode de la préoccupation partagée », prône une série d'entretiens courts entre des adultes de l'établissement et chaque élève du groupe d'intimidateurs visant à développer chez ceux-ci une préoccupation pour la victime les conduisant à entamer eux-mêmes des démarches pour remédier à la situation.
Plus de 70 % des cas de harcèlement en Suède sont résolus grâce à cette technique [source insuffisante] selon ses promoteurs.

## En Espagne: s'affirmer et développer les rapports entre élèves
En Espagne, la lutte contre le harcèlement scolaire est importante. La méthode des intérêts communs est couplée avec d'autres, dont la plus connue vise à apprendre aux élèves à défendre leurs droits et à se mettre à la place d'autrui. Cette méthode, efficace selon Jean-Pierre Bellon, nécessite un encadrement par des psychologues scolaires.

## En Finlande: sensibilisation des témoins
Ce pays prend le sujet du harcèlement scolaire très au sérieux depuis des fusillades qui ont eu lieu en 2007-2008, causées par de jeunes victimes de harcèlement. En 2009, le programme Kiva est donc lancé par le gouvernement. Il s'adresse plus particulièrement aux témoins d'actes de harcèlement : il faut leur faire comprendre que, s'ils gardent leur silence, ils ont une part de responsabilité. Les situations de harcèlement scolaire sont triangulaires, il y a le ou les harceleurs, la victime et les camarades qui sont témoins de ces actes. En Finlande, en moyenne, tous les deux ans, vingt heures de cours sont consacrées à la sensibilisation des élèves. Ce sont des formations qui ont lieu auprès d’élèves jeunes (environ 8 ans) et qui donnent des résultats remarquables. Le taux de résolution était de 85 % en 2012.

## Au Royaume-Uni et au Canada: prévention et répression
Depuis 1998, une loi britannique oblige les établissements scolaires à mettre en place un dispositif de prévention et de répression du harcèlement. Un professeur est souvent chargé spécifiquement du suivi de ce dispositif, couplé avec l'organisation d'une « semaine annuelle contre le harcèlement ». Au Royaume-Uni comme au Canada, les sanctions contre le harcèlement scolaire peuvent aboutir à l’exclusion. Toutefois, tous les établissements n'appliquent pas la même définition du harcèlement, ce qui n'empêche pas d'intervenir très rapidement pour éviter que la situation n'aboutisse à un véritable harcèlement.
Une étude de littérature menée à l'université de Louvain décrit six approches utilisées pour lutter contre le harcèlement (les sanctions directes, les pratiques réparatrices, le renforcement de l'élève victime de harcèlement, la médiation, la méthode du groupe de soutien et la méthode des préoccupations partagées). Il en ressort qu'aucune approche n'apparait comme étant particulièrement efficace dans tous les cas et qu'il est donc nécessaire que les professionnels soient formés pour pouvoir choisir l'approche adaptée en fonction de la situation.

## Au Canada
Au Canada, plusieurs journées de sensibilisation annuelles sont organisées contre le harcèlement scolaire. Le Pink Shirt Day, au mois de février, lutte contre toutes les formes de harcèlement scolaire. L'International Day of Pink, créé en 2007 à la suite de l'initiative de deux élèves pour soutenir un camarade, et qui a lieu depuis chaque année au mois d'avril, lutte contre le harcèlement scolaire prenant pour prétexte l'orientation sexuelle ou l'identité de genre.

## Aux États-Unis
En 2015, les cinquante États américains ont une loi qui punit le harcèlement scolaire avec le Montana qui est le dernier État américain à voter cette loi, de plus, ces lois ne vont pas abolir le harcèlement scolaire, mais cela attire l'attention sur le comportement et fait savoir aux agresseurs que leur comportement envers les victimes ne sera pas toléré.
Les peines peuvent aller jusqu'à dix ans de prison avec une interdiction permanente d'approcher de la victime, et en fonction de l'état de la victime. Dans de très rares cas, si la victime décédée appartient à la famille du juge, certains juges condamneront les auteurs à de lourdes peines d'emprisonnement, à la perpétuité ou à la peine de mort.
Les parents des agresseurs, les enseignants des établissements scolaires ou même l'établissement scolaire peuvent être poursuivis devant un tribunal.
Les victimes de harcèlement peuvent demander de l'aide au 911, dénoncer leurs agresseurs au proviseur de l'établissement scolaire, voire dans un commissariat de police. En revanche, les victimes ont l'interdiction d'éliminer leurs prédateurs, sinon, les victimes encourent à de la prison.

## Autres systèmes remarquables
En Asie, dans de rares cas, les agresseurs qui ont provoqué le suicide de leur proie et en fonction de leur âge peuvent être condamnés à la peine capitale.
En Iran, les agresseurs qui provoquent le suicide de leur victime peuvent encourir la peine de mort et cette sentence doit être exécutée si la famille du défunt n'en a pas décidé autrement.

### Sources et bibliographie
: document utilisé comme source pour la rédaction de cet article.
- Carina Louart, Harcèlement : Comment dire stop ?, Actes Sud junior, 2021, 96 p.  (ISBN 978-2330152826)
- Jean-Yves Chagnon et al., Le harcèlement scolaire: Approche clinique et psychopathologique, In Press, 22 mars 2023 (ISBN 978-2-84835-830-7, DOI 10.3917/pres.chagn.2023.01., lire en ligne).
- Emmanuelle Piquet, Te laisse pas faire ! : Aider son enfant face au harcelement à l'école, Payot, 2014, 192 p.  (ISBN 978-2228911528)
- Nicole Catherine, Le harcèlement scolaire, Presses universitaires de France, 2015, 128 p.  (ISBN 978-2130731672)
- Nora Fraisse, Stop au harcèlement: Le Guide pour combattre les violences à l'école et sur les réseaux sociaux, Calmann-Lévy, 2015, 96 p.  (ISBN 978-2702158722)
- Hélène Romano, Harcèlement en milieu scolaire - Victimes, auteurs : que faire ?, Dunod, 2015, 224 p.  (ISBN 978-2100728787)
- Jean-Pierre Bellon, Bertrand Gardette, Harcèlement scolaire : le vaincre, c'est possible : La méthode Pikas, une technique éprouvée, ESF Éditeur, 2016, 121 p.  (ISBN 978-2710131113)
- Marie-José Gava, Sophie de Tarlé, Halte au harcèlement à l'école, Larousse, 2016, 224 p.  (ISBN 978-2035925336)
- Bruno Humbeeck, Willy Lahaye, Maxime Berger, Prévention du harcèlement et des violences scolaires, De Boeck Education, 2016, 115 p.  (ISBN 978-2804195816)
- Emmanuelle Piquet, Lisa Mandel, Je me défends du harcèlement, Albin Michel, 2016, 160 p.  (ISBN 978-2226321138)
- Emmanuelle Piquet, Le harcèlement scolaire en 100 questions, Éditions Tallandier, 2017, 300 p.  (ISBN 979-1021020191)
- Fanny Vandermeersch, Phobie, Le Muscadier, 2017, 96 p.  (ISBN 979-1090685789)
- Catherine Verdier, J'aime les autres, 2017, 152 p., éditions du Rocher,  (ISBN 978-2268094922)
- Catherine Verdier, 50 activités bienveillantes pour prévenir le harcèlement scolaire, Larousse 2020, 96 p.  (ISBN 978-2035984821)

#### Témoignages
- Jonathan Destin, Condamné à me tuer, XO Éditions, 2013, 197 p.  (ISBN 978-2845636460)
- Arthur Lambert, Au nom d'un harcelé, Jets d'Encre, 2017, 230 p.  (ISBN 978-2354858339)
- Noémya Grohan, De la rage dans mon cartable, Hachette Romans, 2014, 160 p.  (ISBN 978-2012036376)
- Nora Fraisse, Marion, 13 ans pour toujours, Calmann-Lévy, 2015, 192 p.  (ISBN 978-2702156360)
- Mathilde Monnet, 14 ans, harcelée, Mazarine, 2016, 324 p.  (ISBN 978-2863744420)
- Raphaëlle Paolini, Isabelle Paolini, Harcelée à l'école, doubles peines, La Boîte à Pandore, 2016, 147 p.  (ISBN 978-2875572806)
- Jasmin Roy, Sale pédé, Les Éditions de l'Homme, 2016, 23 p.  (ISBN 978-2761947503)
- Emilie Monk, Rester fort, Slatkine & Cie, 2017, 124 p.  (ISBN 978-2889440283)